# Grosmannia cucullata
Grosmannia cucullata är en svampart som först beskrevs av H. Solheim, och fick sitt nu gällande namn av Zipfel, Z.W. de Beer & M.J. Wingf. 2006. Grosmannia cucullata ingår i släktet Grosmannia och familjen Ophiostomataceae.  Artens status i Sverige är: Ej påträffad. Inga underarter finns listade i Catalogue of Life.